# Avenida San Martín (Tacna)
La avenida San Martín es una vía pública ubicada en la ciudad de Tacna, que la recorre en sentido este-oeste. Es la calle principal del centro histórico de Tacna y en ella se ubica el paseo cívico, la catedral de Tacna, la plaza Zela, la casa Basadre y el antiguo edificio edilicio de la ciudad.

## Descripción
Nace en los cruces de la calle Alto Lima y La calle Amazonas donde está ubicada la Iglesia Espíritu Santo, punto en el cual la continuación con rumbo oeste de la calle Alto Lima pasa a llamarse Avenida San Martín. La avenida inicia sus 5 primeras cuadras siendo de una sola vía y las 3 últimas se ensancha en 2 vías con una calzada central que forma el paseo cívico de Tacna; la calle culmina en la catedral de Tacna, lugar en donde se divide en 2: la calle que se forma al norte de la catedral se llama Blondell y la calle al sur se le denomina calle Callao.

## Estructuras patrimoniales de Tacna en la avenida San Martín
- La catedral de Tacna
- El arco parabólico
- La pileta ornamental
- La casa Basadre[1]
- El ex-palacio municipal

## Instituciones públicas ubicadas en la avenida San Martín
- El Instituto Nacional de Cultura
- Banco de la Nación